# Sean Oppenheimer

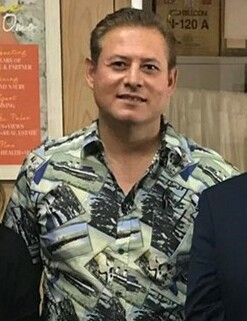
Sean Oppenheimer, 2019

Sean Oppenheimer (* 7. Oktober 1967 in Melbourne) war von 2016 bis 2019 ein Abgeordneter des Nauruischen Parlaments für den Wahlkreis Anetan.
Oppenheimer besuchte zunächst die Grundschulen in Yaren und Aiwo und ein Jahr lang die Nauru Secondary School in Yaren. Er setzte seine Schulausbildung an der Caulfield Grammer School in Melbourne fort. Von 1985 bis 1988 absolvierte er ein Trainingsprogramm für Manager im australischen Handelskonzern Coles Myer. Von 1989 bis 2009 war er Generalmanager des nauruischen Handelsunternehmens Capelle & Partner, seit 2010 ist er dessen Direktor. Seit 2008 ist er Präsident der Nauru Boxing Federation, seit 2013 Vizepräsident des Nationalen Olympischen Komitees von Nauru. 2014 war er Chef de Mission des nauruischen Teams bei den Olympischen Jugendspielen in Nanjing, 2016 bei den Olympischen Spielen in Rio de Janeiro. Auch bei den Commonwealth Games 2010 war er Chef de Mission des nauruischen Teams. Von 2011 bis 2016 war er Honorarkonsul Israels in Nauru.
Bei der Parlamentswahl in Nauru 2016 erreichte Oppenheimer den höchsten Stimmenwert im Wahlkreis Anetan und wurde Mitglied des Parlaments. Bei der folgenden Wahl 2019 trat er nicht erneut an.
Oppenheimer ist von Beruf Kaufmann, er ist verheiratet und hat fünf Kinder.